# Иририки
Иририки (англ. Iririki) — остров в архипелаге Новые Гебриды, принадлежит Вануату, входит в состав провинции Шефа.

## География
Остров расположенный в бухте Меле, рядом с островом Ифира. Сюда от столицы Вануату, Порт-Вила, три минуты езды на пароме.
Весь остров Иририки сдан в частную аренду компании Иририки Айлэнд Ризорт.

## История
На Иририки с 1913 г. располагалась резиденция британского колониального правительства, которое с миссионерами арендовало остров на 99 лет. Резиденция существовала до приобретения страной независимости в 1980 г. Здесь, с высоты пика Иририки, открывается прекрасный вид на Порт-Вила.

## Население
По переписи 2009 года на Иририки проживает 98 жителей. Здесь нет ни одного местного жителя Вануату (ни-вануату).

## Туризм
В настоящее время остров является популярным туристическим курортом. Бунгало для туристов расположены по всей окружности острова. Функционирует ресторан Мишнера, названный в честь Джеймса Мишнера, служившего в ВМС США во время Второй мировой войны на тихом океане, бывавшего на Эфате. Есть два бассейна. Существует также небольшой тренажерный зал и бар у бассейна. Большая часть острова окружена коралловым рифом и небольшим пляжем с белым песком. Водные виды спорта доступны для аренды.